# L'Interprète des animaux
L'Interprète des animaux (titre original : Animals in Translation: Using the Mysteries of Autism to Decode Animal Behavior) est un livre de Temple Grandin co-écrit avec Catherine Johnson et paru en 2005 en anglais. Il explore la similitude entre les animaux et les personnes avec autisme, un concept qui a été initialement abordé par Temple Grandin dans son ouvrage paru en 1995, Penser en images.

## Contexte
Temple Grandin est une spécialiste du comportement animal. Malgré son autisme, elle a obtenu un Ph. D de l'université de l'Illinois et est professeur à l'université d'État du Colorado. Grandin travaille comme consultante pour l'industrie bovine américaine, de l'élevage à l'abattoir, les équipements qu'elle a conçus ont été largement adoptés dans l'industrie agricole des États-Unis, y compris par McDonald's. On estime que 90 % de tous les bovins abattus aux États-Unis et au Canada le sont selon les normes et les équipements conçus par Temple Grandin.

## Contenu
Dans son deuxième livre Penser en images: Ma Vie avec l'Autisme (sorti en 1995), elle explique comment son cerveau reçoit une entrée comme chez une personne typique, mais plutôt que de la convertir en mots, elle reste visuelle. L'interprète des animaux développe ce concept, suggérant que son autisme permet à Temple Grandin de se concentrer sur les détails visuels de plus en plus intensément, ce qui lui permet d'appréhender le monde comme les animaux le font. Grandin suggère que les personnes avec autisme sont semblables aux animaux, car elles « voient, sentent et pensent de façon remarquablement similaire ». Partant de cette idée, Grandin explique que tous les animaux sont plus intelligents et plus sensibles que les êtres humains l'imaginent, et devraient se voir offrir une « bonne vie...avec une utilité ».
Dans L'Interprète des animaux, la théorie de Grandin serait que les lobes frontaux des personnes avec autisme ne fonctionnent pas comme ceux des personnes neurotypiques, et que le fonctionnement cérébral des personnes avec autisme se situe quelque part entre l'humain et l'animal. Elle explique que les personnes neurotypiques verront une image globale, là où les personnes autistes seront beaucoup plus attirées par des détails. La sensibilité de Temple Grandin aux détails lui a permis de se rendre compte que le comportement des gens envers les animaux est souvent traumatisant pour eux. Elle fournit à cet égard une liste de 18 petits détails qui effraient les animaux incluant les reflets sur les surfaces métalliques, les chaînes qui cliquettent, et les portes qui ne s'ouvrent que dans un sens.